# Jan Ullrich
Jan Ullrich (Rostock, 2 de dezembro de 1973) é um ex-ciclista alemão.

## Carreira
Profissional desde 1994, foi um dos maiores corredores mundiais do seu tempo. Destacou-se nas disputas que teve pelo Tour de France (vencedor em 1997 e 5 vezes segundo) tendo como principais concorrentes a esse título o italiano Marco Pantani (já falecido) e, neste século, o norte-americano Lance Armstrong. Jan Ullrich foi campeão olímpico na estrada e ganhou a medalha de prata na modalidade estrada contra o relógio nos Jogos Olímpicos de Verão de 2000.
Em 2006, Jan Ullrich foi impedido de participar do Tour de France em virtude de ter seu nome envolvido na investigação sobre doping conhecida como Operación Puerto e, mesmo que em 2007 tenha sido confirmado que algumas amostras de sangue apreendidas pela operação continham seu DNA, ele continuou alegando sua inocência.
Ullrich anunciou publicamente a sua retirada do ciclismo no dia 26 de fevereiro de 2007, numa entrevista coletiva em Hamburgo, afirmando que continuaria a trabalhar no mundo do ciclismo como consultor esportivo.
Em 2013 Ullrich admitiu pela primeira vez ter recorrido ao uso de doping.
Em 2012, o ciclista foi castigado com dois anos de suspensão pelo Tribunal Arbitral do Desporto devido a uma infracção por doping. O germânico também viu o tribunal suíço a retirar-lhe todos os resultados conseguidos desde 1 de maio de 2005, nomeadamente o terceiro lugar no Tour2005.

## Palmarés resumido
- 1994 - Início de carreira na equipe Deutsche Telekom
- 1996 - 2º classificado no Tour de França
- 1997 - Vencedor do Tour de França
- 1998 - 2º classificado no Tour de França
- 1999 - Vencedor da Volta da Espanha
- 2000 - 2º classificado no Tour de França
- 2001 - 2º classificado no Tour de França
- 2003 - 2º classificado no Tour de França
- 2005 - 3º classificado no Tour de França
- 2006 - Fim de carreira na equipe T-Mobile